# 田口正治 (思想史家)
田口 正治（たぐち まさはる、1898年（明治31年） - 1978年（昭和53年））は、日本思想史学者、大分大学名誉教授。

## 人物
1933年（昭和8年）広島文理科大学漢文学専攻卒業。大分師範学校教授、大分大学教授。1961年（昭和36年）定年退官、名誉教授。1962年（昭和37年）「玄語稿本之研究」で九州大学文学博士。
三浦梅園を研究、梅園学会会長を務めた。

## 著書
- 『三浦梅園』（吉川弘文館・人物叢書、1967年、新版1989年）オンデマンド版　ISBN　	9784642751612
- 『三浦梅園の研究』（創文社、1978年）
- 『日本思想大系41 三浦梅園』（岩波書店、1982年）、島田虔次と共編

## 参考
- 人物叢書の著者紹介